# Cleora projecta
Cleora projecta är en fjärilsart som beskrevs av Walker 1860. Cleora projecta ingår i släktet Cleora och familjen mätare. Inga underarter finns listade i Catalogue of Life.

## Bildgalleri

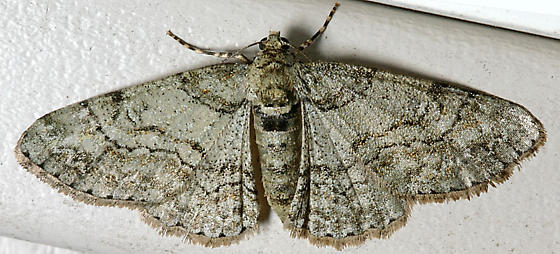